# Dorothy Cox (artista)
Dorothy Cox, mais tarde Dorothy Llewellyn Lewis, (1882–1947) foi uma artista britânica, conhecida por pintar retratos em miniatura e pelas suas fotos de paisagens.

## Biografia
Cox nasceu em Finchley, no norte de Londres, e começou como estudante de arte em Croydon em 1901, embora nessa época ela já tivesse várias obras expostas em exposições públicas. A sua primeira pintura foi exibida em 1899 e em 1901 ela foi eleita membro da Royal Miniature Society. Ao longo da sua carreira Cox continuou a pintar miniaturas e também paisagens, muitas vezes em aquarelas. Ela expôs numa variedade de locais, incluindo na Walker Art Gallery em Liverpool, na Society of Women Artists, na Academia Real Inglesa e na Fine Art Society de Londres. Na Escócia, as obras de Cox foram exibidas na Royal Hibernian Academy de 1916 a 1924 e também no Royal Glasgow Institute of the Fine Arts.
Em 1910 Cox casou-se com W. Llewellyn Lewis em Kensington, em Londres, e mais tarde viveu em Shoreham-by-Sea, em West Sussex, antes de se mudar para Bournemouth. O Brighton Museum & Art Gallery possui exemplos das suas aquarelas.